# Tim Maciejewski
Tim Luis Maciejewski (* 5. März 2001 in Berlin) ist ein deutscher Fußballspieler. Er steht beim FSV 63 Luckenwalde unter Vertrag.

## Karriere
Tim Maciejewski begann seine fußballerische Karriere beim SC Staaken, wechselte 2012 dann in die Nachwuchsabteilung von Hertha BSC. 2017 folgte ein weiterer Wechsel in die B-Junioren-Bundesliga-Mannschaft des 1. FC Union Berlin. Im April 2020 erhielt Maciejewski, der zu dieser Zeit in der A-Jugend des Clubs spielte, einen Lizenzspielervertrag bei Union. Der Verein verkündete öffentlich, den Spieler aus dem eigenen Nachwuchs zunächst in die zweite oder dritte Liga verleihen zu wollen. Dazu kam es schließlich jedoch nicht.
Im Kader des 1. FC Union spielte Maciejewski zu Saisonbeginn 2020/21 nur eine untergeordnete Rolle. Am sechsten Spieltag saß er erstmals in einem Ligaspiel gegen Hoffenheim auf der Bank. In der Folgewoche kam er schließlich beim 5:0-Sieg gegen Arminia Bielefeld zu seinem ersten Pflichtspiel-Einsatz in der Bundesliga, als er in der 82. Minute für Sheraldo Becker ins Spiel kam. Dies blieb sein einziger Einsatz für die Köpenicker.
Im Februar 2021 wurde er bis Saisonende an den österreichischen Zweitligisten SK Austria Klagenfurt verliehen. Bis zum Ende der Leihe kam er auf 13 Einsätze in der 2. Liga, in denen er zwei Tore erzielte. Mit den Kärntnern stieg er am Saisonende in die österreichische Bundesliga auf. Im Juni 2021 wurde sein Leihvertrag in Klagenfurt um eine Spielzeit verlängert. In der Bundesliga kam er dann in der Saison 2021/22 zu 15 Einsätzen für Klagenfurt.
Zur Saison 2022/23 kehrte er nach Berlin zum 1. FC Union zurück, kam allerdings nicht zum Einsatz.
Am 13. Juni 2023 wechselte er ablösefrei zum SV Sandhausen. Nach 19 Einsätzen in der 2. Bundesliga gab der Verein im Januar 2025 bekannt, künftig nicht mehr mit Maciejewski zu planen. Daraufhin wechselte er zum SV Babelsberg 03, für den er 15 Spiele in der Regionalliga Nordost bestritt und den er im folgenden Sommer zum brandenburgischen Ligakonkurrenten FSV 63 Luckenwalde wieder verließ.